# Eleazaro di Worms
Eleazaro di Worms (ebraico: אלעזר מוורמייזא – anche Eleazar ben Judah ben Kalonymus, o più recentemente Eleazar Rokeach – "Eleazar il Profumiere",   אלעזר רקח) (Magonza, 1176 – 1238) è stato un importante talmudista e religioso, uno degli ultimi membri principali del movimento ebraico Chassidei Ashkenaz, gruppo di pietisti ebrei tedeschi. Apparteneva alla stirpe dei Kalonymos.

## Testi in italiano
- El'azar da Worms, Il segreto dell'opera della creazione. ECIG, Genova, 2002 ISBN 88-7545-904-5

### Fonti
(EN) Eleazaro di Worms, in Jewish Encyclopedia, New York, Funk & Wagnalls, 1901-1906.